# Trockengehschutz
Trockengehschutz oder Trockenlaufschutz bezeichnet eine Maßnahme, die verhindern soll, dass ein Gerät ohne flüssiges Medium (meist Wasser) in Betrieb ist.

## Trockengehschutz bei Wellenlagern
Bei Wellenlagern soll das Medium kühlen und manchmal auch schmieren. Daher wird in die Ansteuerung von Pumpen häufig ein Trockengehschutz eingebaut. Ein Sensor überwacht das Vorhandensein des Mediums und betätigt einen Kontakt. Im Ruhestromprinzip soll dieser Kontakt im trockenen und energielosen Zustand, also ohne irgendeine Steuerspannung, offen sein. Nur in Ausnahmefällen wird das Arbeitsstromprinzip verwendet.

## Trockengehschutz bei Haushaltskochern
Elektrische Haushaltskocher haben meist zusätzlich zum Siedeabschaltschutz im oberen Teil des Kochers noch einen Trockengehschutz im Boden. Beide reagieren auf das Erreichen bestimmter Temperaturen.
Der Siedeabschaltschutz reagiert auf den aufsteigenden Wasserdampf und schaltet den Kocher kurz vor Erreichen der Siedetemperatur von Wasser ab, meistens bei 95 °C. Die Wärmekapazität der Heizplatte im Boden des Kochers reicht dann nach dem Abschalten aus, um das Wasser im Kocher zum Kochen zu bringen. Der Siedepunkt von Wasser liegt unter normalen Bedingungen auf Meereshöhe bei 100 °C und nimmt mit zunehmender Höhe ab. 
Demgegenüber reagiert der Trockengehschutz im Kocher auf Temperaturen von knapp über 100 °C, da die Temperatur des Bodens erst dann weiter ansteigt, wenn alles Wasser im Kocher restlos verdampft ist und der Boden des Kochers trockenliegt. Die Temperatursensoren zur Temperatursicherung sind entweder Bimetallschalter oder Thermistoren.

## Trockengehschutz in der Industrie
Bei industriellen Anwendungen wird häufig ein Vibrationsgrenzschalter eingesetzt. Dieser beruht auf dem Prinzip, dass Flüssigkeiten Vibrationen stärker dämpfen als Luft. Andere Sensortypen, wie Schwimmerschalter, findet man im Wikipediaartikel über Füllstandsmessungen.